# Швайка, Игорь Александрович
Игорь Александрович Швайка (укр. Ігор Олександрович Швайка; род. 25 февраля 1976, село Троицкое, Калмыцкая АССР, РСФСР) — украинский политик, юрист и правовед, депутат Верховной рады VII созыва, бывший глава харьковского отделения ВО «Свобода», министр аграрной политики и продовольствия Украины в 2014 году.

## Биография
Родился 25 февраля 1976 года в селе Троицкое (Калмыкия). В возрасте двух лет с родителями переехал в Лутугино (Луганская область), где окончил среднюю школу с золотой медалью.
В 1993 году поступил в Украинскую государственную юридическую академию им. Дзержинского в г. Харькове, которую окончил в 1998 году по специальности «Правоведение». Ещё обучаясь в вузе начал юридическую практику как юрисконсульт ряда частных предприятий.
В 1998—1999 годах — заместитель директора по правовым вопросам ПФ «Терра».
В 1999—2000 годах — руководитель представительства ООО "Юридическая фирма «Ильяшев и партнеры», генеральный директор ООО «Харьковский юридический альянс».
С ноября 2000 по март 2010 года — директор частной юридической фирмы «Зевс».
В 2007 году был принят в ВО «Свобода».
С февраля 2008 по март 2014 года — глава Харьковской областной партийной организации ВО «Свобода».
В октябре 2010 года баллотировался на пост мэра Харькова, однако набрал всего 0,84 % голосов на выборах.
На выборах народных депутатов Украины 28 октября 2012 года был избран в Верховную Раду по партийному списку ВО «Свобода», в котором значился под восьмым номером. В парламенте стал заместителем главы Комитета по вопросам регламента, депутатской этики и обеспечения деятельности Верховной Рады Украины.
Вскоре после начала полномасштабного вторжения российских войск в Украину Швайка И.А. вступил в ряды харьковской ТрО.

## Критика
В декларации, которую он подал как кандидат в народные депутаты, доходы фактически нулевые. Харьковским журналистам на просьбу прояснить ситуацию с его декларацией о доходах за 2011 год ответил, что в 2009 и 2010 годах он задекларировал, соответственно, 400 тыс. грн. и 500 тыс. грн., заработанных адвокатской деятельностью. «Я „проедаю“ заработанные тогда деньги», — заявил Швайка.
В 2010 году после первого тура президентских выборов в харьковской «Свободе» произошел громкий внутрипартийный конфликт, в результате которого из партии со скандалом были исключены активисты Александр Гаврилов (бывший помощник народного депутата Андрея Шевченко, руководитель агитпроектов), Дмитрий Пилипец, заместитель начальника избирательного штаба журналист В.Заец и секретарь Швайки Диана Хоменко. В заявлениях о выходе из партии И. Швайка по сути был обвинён в рейдерском захвате парторганизации и использовании её в корыстных целях.
14 ноября 2012 года при попытке провести отчётно-выборную конференцию Харьковского областного объединения ВО «Просвещение» имени Тараса Шевченко Игорь Швайка был избран председателем областной организации. Позже Комиссия Центрального правления и Контрольно-ревизионной инспекции Всеукраинского общества «Просвита» имени Тараса Шевченко признала эту конференцию такой, что состоялась с грубыми нарушениями Устава организации.
10 июля 2014 года около 500 фермеров собрались у Администрация президента в Киеве, требуя ухода И. Швайки с должности министра аграрной политики. Причиной этого послужило отсутствие адекватных шагов для улучшения ситуации в сельском хозяйстве и игнорирование предыдущих протестов. В 2020 году покинул Харьковскую областную организацию.

## Уголовные дела
В апреле 2009 года в офисе Харьковской областной организации ВО «Свобода» прошел обыск. Мероприятия осуществлялись с участием представителей прокуратуры и службы по борьбе с экономической преступностью. По словам Вартана Демурчана, старшего следователя прокуратуры Харьковского района — при обыске в офисе харьковской «Свободы» изымались техника и документы, касающиеся ЗАО Автобаза «Харьковводстрой». Следователь заявил, что обыск проходит в рамках расследуемого уголовного дела по которому проходит И. Швайка — глава ХОО ВО «Свобода», он же глава юридической фирмы «Зевс», которая причастна к махинациям с акциями и рейдерскому захвату автобаз в Безлюдовке и Краснограде.
В августе 2015 года стало известно о возбуждении против Швайки уголовного дела по ст. 368 Уголовного кодекса Украины (получение неправомерной выгоды) за получение в подарок в августе 2014 года от Государственной продовольственно-зерновой корпорации Украины мотоцикла «Harley-Davidson», модель FLH 2013 года выпуска, стоимостью 250 тысяч гривен.
4 сентября 2015 года милиция сообщила о подозрении в организации массовых беспорядков у здания Верховной Рады Украины 31 августа того же года Игорю Швайке. Правоохранители обвиняют Игоря Швайку в нападении на бойцов Национальной гвардии Украины, а также нанесении им телесных повреждений. Также в сообщении указано, что Швайка нарушил ч. 2 ст. 294 (организация массовых беспорядков, сопровождавшихся насилием над личностью, погромами, поджогами, повлекшими гибель людей) Уголовного кодекса Украины. 10 сентября Печерский районный суд Киева отпустил Швайку под личное обязательство ряда народных депутатов.
30 сентября 2015 года Апелляционный суд Киева избрал меру пресечения в виде содержания под стражей до 4 ноября для Игоря Швайки и назначил залог 1,2 млн гривен. Таким образом, суд отменил меру пресечения в виде личного поручительства для Швайки и частично удовлетворил апелляцию прокуратуры. Бывший депутат Верховной Рады Украины (партия "Всеукраинское объединение «Свобода») Александр Мирный внес залог в размере 1,2 млн гривен за Игоря Швайку. 12 января 2016 года Печерский районный суд Киева отказался отменить меру пресечения для Игоря Швайки в виде залога.

## Семья
Женат четыре раза. Пятая супруга Ольга Дьяченко (главный редактор «Аграрной газеты»).
Имеет пятеро детей:
- сын от первой жены Елены Севастьяновой;
- дочь Анна от второй жены Ольги Зубковой;
- сын Тарас и дочь София от Ольги Швайки;
- дочь Иванка от четвёртой супруги Елены Швайки.